# 吉澤ひとみの「トレンド+よっすぃーナビ」
『吉澤ひとみの「トレンド+よっすぃーナビ」』（よしざわひとみの トレンド プラス よっすぃーナビ）は、2010年10月10日から2013年3月24日まで毎週日曜日17:00 - 17:30(JST)に放送され、2013年4月7日から2013年9月29日までBS日テレで毎週日曜日17:30 - 18:00(JST)に放送されていた情報バラエティ番組。元モーニング娘。の吉澤ひとみの初冠番組。

## 概要
今流行のものに嬉しい・楽しいをプラスして紹介する情報番組。
スタジオでリポーターがロケVTRをMCに披露するメイン企画をはじめ、番組コンセプトや内容は前番組の『磯山さやかの「流行発信☆磯山ランド」』を踏襲したものとなっている。また、出演者が全員同じ芸能事務所所属タレントで構成されていることも同様で、今回はホリプロに替わってアップフロントプロモーション（旧：アップフロントエージェンシー）からキャスティングされている。
収録場所はオフィスて・らHDTVスタジオ。プロ野球シーズンにはプロ野球中継延長のため放送休止になることが多々ある。

## 出演者
MC
- 吉澤ひとみ（ドリームモーニング娘。）

リポーター
- 村上東奈 (#34- )
- 上々軍団（さわやか五郎、鈴木啓太）

レギュラーリポーター
- 野村瑠里

ゲスト
- 前田健 (#11)
- 石川梨華（ドリームモーニング娘。）(#25) - HANGRY&ANGRYとしてVTR出演
- 高橋愛 (#40) - 赤毛のアンの舞台挨拶でVTR出演

### 過去
リポーター
- 三好絵梨香 (#1 - #33)

## コーナー
トレンド+ (プラス)
特集コーナー。リポーターがロケに出てトレンド情報をリポートする。
よっすぃー+
吉澤ひとみが「今気になる」ものを紹介する。
インフォメ+
新商品・イベント情報やBS日テレのおすすめ番組などを紹介。

## 過去の放送内容
| 回 | 初回放送日     | 放送内容                                              |
| -- | -------------- | ----------------------------------------------------- |
| 1  | 2010年10月10日 | 本日開店!とれたて秋の味覚満喫                         |
| 2  | 2010年10月24日 | ホームベーカリー活用術                                |
| 3  | 2010年11月7日  | スポーツサイクル入門                                  |
| 4  | 2010年11月21日 | 楽しい本屋さん大特集                                  |
| 5  | 2010年12月5日  | おもしろバスツアー                                    |
| 6  | 2010年12月12日 | 年賀状づくり最新情報                                  |
| 7  | 2011年1月2日   | 手帳活用術                                            |
| 8  | 2011年1月16日  | あったか飯対決                                        |
| 9  | 2011年1月30日  | ウインタースポーツ大特集 パート1                      |
| 10 | 2011年2月13日  | ウインタースポーツ大特集 パート2                      |
| 11 | 2011年2月27日  | 兄弟でわかる!恋愛&性格診断                            |
| 12 | 2011年3月19日  | 秩父鉄道 春を感じる旅                                 |
| 13 | 2011年3月27日  | 秋冬総集編                                            |
| 14 | 2011年4月9日   | 食べる調味料特集                                      |
| 15 | 2011年4月23日  | ミニ家電特集                                          |
| 16 | 2011年5月7日   | 「コナモンの日」大特集                                |
| 17 | 2011年5月21日  | 食べる調味料特集                                      |
| 18 | 2011年6月5日   | バイオカイトを大特集!                                 |
| 19 | 2011年6月18日  | よっすぃー密着!100年後にも残したい海                  |
| 20 | 2011年7月17日  | 夏の賢い節電術を大特集!                               |
| 21 | 2011年7月24日  | 最新文房具特集                                        |
| 22 | 2011年8月7日   | 夏を楽しく過ごすアイテム特集                          |
| 23 | 2011年8月21日  | 海から元気を!海での楽しみ方                           |
| 24 | 2011年9月4日   | 芸術の秋、スプレーアート特集                          |
| 25 | 2011年9月18日  | HANGRY&ANGRY-fライブ密着!                             |
| 26 | 2011年10月1日  | 芸術の秋・現代アート特集                              |
| 27 | 2011年10月9日  | 新大久保イケメン巡り                                  |
| 28 | 2011年10月23日 | 食欲の秋 自然食ビュッフェ                             |
| 29 | 2011年11月6日  | カップラーメンミュージアム                            |
| 30 | 2011年11月20日 | 鉄道博物館                                            |
| 31 | 2011年12月4日  | 宴会シーズン!大人の宴会芸マジックに挑戦               |
| 32 | 2011年12月11日 | 東京コスメティックコレクション2011                    |
| 33 | 2012年1月1日   | 風水で運気アップ!                                     |
| 34 | 2012年1月15日  | 寒さに負けずほんわか温まる・プチ防寒対策              |
| 35 | 2012年1月29日  | 手作り!バレンタインスイーツ                           |
| 36 | 2012年2月12日  | 猫に癒されよう!                                       |
| 37 | 2012年2月26日  | 物件巡り                                              |
| 38 | 2012年3月11日  | スカイツリーを一早く楽しむ（原文ママ）                |
| 39 | 2012年3月25日  | デパ地下グルメ                                        |
| 40 | 2012年4月7日   | 小劇場を楽しむ                                        |
| 41 | 2012年4月21日  | はじめてのゴルフ                                      |
| 42 | 2012年5月5日   | 水耕栽培                                              |
| 43 | 2012年5月19日  | 細密画&野草ハンティング                               |
| 44 | 2012年6月2日   | 歴史好き大満足の鎌倉散策                              |
| 45 | 2012年6月16日  | カラオケをうまくなろう                                |
| 46 | 2012年6月30日  | よっすぃも一緒! 夏のハイキング                        |
| 47 | 2012年7月15日  | “バーベキュー”が楽しくなる                            |
| 48 | 2012年7月29日  | 親子で出来る自由研究                                  |
| 49 | 2012年8月27日  | 都電荒川線で下町散策!                                 |
| 50 | 2012年9月8日   | 音楽界の“伝説兄弟”登場!                               |
| 51 | 2012年9月30日  | 5つの川を巡る東京水路クルーズ                         |
| 52 | 2012年10月13日 | よっすぃーと馬術を楽しもう!                           |
| 53 | 2012年10月20日 | よっすぃーと横浜・中華街を探訪！                      |
| 54 | 2012年11月3日  | 話題のプチ特集                                        |
| 55 | 2012年11月25日 | 必修科目になったダンスを習おう!                       |
| 56 | 2012年12月9日  | 話題のスポーツ ボルダリングに挑戦!                    |
| 57 | 2012年12月23日 | 武蔵小山商店街を散策！                                |
| 58 | 2013年1月6日   | おいしい野菜塾レストラン                              |
| 59 | 2013年1月12日  | P☆リーガーにボウリングを教わろう!                     |
| 60 | 2013年1月27日  | 競輪学校を1日体験!                                    |
| 61 | 2013年2月17日  | 自転車でクイズ                                        |
| 62 | 2013年3月3日   | 新潟 老舗の酒蔵見学!                                  |
| 63 | 2013年3月9日   | 新潟もの作り体験!                                     |
| 64 | 2013年3月24日  | 寿司職人に弟子入り                                    |
| 65 | 2013年4月7日   | かっぱ橋道具街散策                                    |
| 66 | 2013年4月21日  | よっすぃーがプロデュース!? 初心者でも分かるゴルフ講座 |
| 67 | 2013年5月5日   | 千葉・佐原でのんびり町めぐり                          |
| 68 | 2013年5月26日  | 水族館で癒やされよう                                  |
| 69 | 2013年6月2日   | 潮干狩りを満喫しよう!                                 |
| 70 | 2013年6月23日  | 相撲の町 両国を散策!                                  |
| 71 | 2013年6月30日  | 大人の創造力を刺激するブロックの世界                  |

## スタッフ
- ナレーター：朝倉崇
- 技術：安部孝
- 編集：木下英亮
- MA：木澤浩一
- 音楽効果：松田創
- 広報：加藤由貴子（BS日テレ）
- デスク：田中海雄（BS日テレ）
- AP：金子美佳
- ディレクター：出川華子
- プロデューサー：菊地武（BS日テレ）、池田剛志
- 制作協力：オフィスて・ら
- 製作著作：BS日テレ